# Rue de l'Abbé-Migne
Rue de l'Abbé-Migne är en återvändsgata i Quartier Saint-Gervais i Paris 4:e arrondissement. Rue de l'Abbé-Migne, som börjar vid Rue des Francs-Bourgeois 51, är uppkallad efter den franske romersk-katolske prästen och teologen Jacques Paul Migne (1800–1875).

## Omgivningar
- Notre-Dame-des-Blancs-Manteaux
- Rue des Blancs-Manteaux
- Clos des Blancs-Manteaux
- Rue des Guillemites
- Fontaine des Guillemites
- Rue Pecquay
- Saint-Gervais-Saint-Protais
- Square Charles-Victor-Langlois
- Impasse des Arbalétriers
- Impasse de l'Hôtel-d'Argenson
- Jardin des Rosiers – Joseph-Migneret
- Rue des Singes

## Bilder
| - Notre-Dame-des-Blancs-Manteaux. - Clos des Blancs-Manteaux. - Square Charles-Victor-Langlois. |

| - Fontaine des Guillemites. - Rue Pecquay. |

## Kommunikationer
- Tunnelbana – linjerna   – Hôtel de Ville
- Tunnelbana – linje  – Rambuteau
- Busshållplats Rue Vieille-du-Temple – Paris bussnät, linje 29

### Webbkällor
- ”Rue de l'Abbé-Migne”. Mairie de Paris. http://www.v2asp.paris.fr/commun/v2asp/v2/nomenclature_voies/Voieactu/0011.nom.htm. Läst 21 april 2021.
- ”Rue de l'Abbé-Migne”. Les rues de Paris. https://www.parisrues.com/rues04/paris-04-rue-de-l-abbe-migne.html. Läst 21 april 2021.